# Souls Alike
Souls Alike is het vijftiende studioalbum van Bonnie Raitt, dat uitkwam in 2005.

## Tracklist
1. "I Will Not Be Broken" (Gordon Kennedy/Wayne Kirkpatrick/Tommy Sims) – 3:41
2. "God Was in the Water" (Randall Bramblett/Davis Causey) – 5:17
3. "Love on One Condition" (Jon Cleary) – 3:43
4. "So Close" (Tony Arata/George Marinelli/Pete Wasner) – 3:22
5. "Trinkets" (Emory Joseph) – 5:02
6. "Crooked Crown" (David Batteau/Maia Sharp) – 3:49
7. "Unnecessarily Mercenary" (Jon Cleary) – 3:51
8. "I Don't Want Anything to Change" (Stephanie Chapman/Liz Rose/Maia Sharp) – 4:29
9. "Deep Water" (John Capek/Marc Jordan) – 3:58
10. "Two Lights in the Nighttime" (Lee Clayton/Pat McLaughlin) – 4:22
11. "The Bed I Made" (David Batteau/Maia Sharp) – 4:59

## Muzikanten
- Bonnie Raitt - steelstringgitaar, zang, slidegitaar
- David Batteau - gitaar
- Jon Cleary - piano, gitaar, hammondorgel, achtergrondzang, Wurlitzer
- Mitchell Froom - hammondorgel, Fender Rhodes, orkestratie, Wurlitzer, Minimoog, dolceola
- James "Hutch" Hutchinson - basgitaar
- Ricky Fataar - percussie, drums
- George Marinelli - steelstringgitaar, elektrische gitaar, achtergrondzang
- Maia Sharp - baritonsax, tenorsax, achtergrondzang
- Sweet Pea Atkinson - achtergrondzang
- Arnold McCuller - achtergrondzang
- John Capek - loops